# Innocence (película)
Inocencia (en francés: Innocence) es una película francesa vanguardista de drama psicológico de 2004 escrita y dirigida por Lucile Hadzihalilovic, basada en la novela Mine-Haha oder Über die körperliche Erziehung der jungen Mädchen de Frank Wedekind, y protagonizada por Marion Cotillard. Se lleva a cabo en una escuela de niñas misteriosas de un internado, donde los nuevos estudiantes llegan en ataúdes. La película fue bien recibida por la crítica, obtuvo cinco premios.

## Elenco
| Papel              | Actriz                |
| ------------------ | --------------------- |
| Iris               | Zoé Auclair           |
| Bianca             | Bérangère Haubruge    |
| Alice              | Lea Bridaroslli       |
| Mademoiselle Eva   | Marion Cotillard      |
| Mademoiselle Edith | Hélène de Fougerolles |
| Selma              | Alisson Lalieux       |
| Rose               | Astrid Homme          |
| Nadja              | Ana Palomo-Diaz       |
| Laura              | Olga Peytavi-Müller   |
| Vera               | Joséphine Van Wambeke |